# Discografia de Sarah Brightman

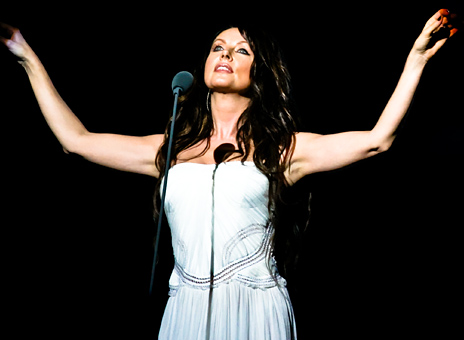
La soprano Sarah Brightman cantando en el Live Heart en la torre TV en China

## Discografia

### Álbuns de estúdio
| Ano  | Álbum                                                                                               | Melhor Posição | Melhor Posição | Melhor Posição | Melhor Posição | Melhor Posição | Melhor Posição | Vendagem | Certificações |
| Ano  | Álbum                                                                                               | GBR            | CAN            | ALE            | AUS            | AUT            | EUA            | Vendagem | Certificações |
| ---- | --------------------------------------------------------------------------------------------------- | -------------- | -------------- | -------------- | -------------- | -------------- | -------------- | -------- | ------------- |
| 1988 | The Trees They Grow So High - Lançamento: 28 de dezembro de 1988 - Formato: CD, LP - Gravadora: EMI | —              | —              | —              | —              | —              | —              |          |               |
| 1990 | As I Came of Age - Lançamento: 28 de dezembro de 1990 - Formato: CD, LP - Gravadora: Polydor        | —              | —              | —              | —              | —              | —              |          |               |
| 1993 | Dive - Lançamento: 20 de abril de 1993 - Formato: CD, LP - Gravadora: A&M                           | —              | —              | —              | —              | 24             | —              |          |               |
| 1995 | Fly - Lançamento: 12 de maio de 1995 - Formato: CD - Gravadora: East West                           | —              | —              | 20             | —              | 16             | —              |          |               |
| 1997 | Timeless - Lançamento: 2 de junho de 1997 - Formato: CD - Gravadora: East West                      | 4              | 3              | 17             | —              | —              | 71             |          |               |
| 1998 | Eden - Lançamento: 9 de novembro de 1998 - Formato: CD - Gravadora: East West, Angel                | 77             | 9              | 34             | —              | 9              | 65             |          |               |
| 2000 | La Luna - Lançamento: 25 de abril de 2000 - Formato: CD - Gravadora: East West, Angel Records       | 37             | 8              | 17             | —              | 9              | 17             |          |               |
| 2003 | Harem - Lançamento: 13 de maio de 2003 - Formato: CD - Gravadora: Angel                             | 172            | 8              | 12             | 16             | 22             | 29             |          |               |
| 2008 | Symphony - Lançamento: 28 de janeiro de 2008 - Formato: CD, download digital - Gravadora: Manhattan | 13             | 4              | 21             | 31             | 10             | 13             |          |               |
| 2008 | A Winter Symphony - Lançamento: 4 de novembro de 2008 - Formato: CD - Gravadora: Manhattan          | 177            | 9              | 88             | —              | —              | 38             |          |               |
| 2013 | Dreamchaser - Lançamento: 16 de janeiro de 2013 - Formato: CD, download digital - Gravadora: Simha  | 58             | 5              | 50             | 98             | 34             | 17             |          |               |

### Álbuns ao vivo
| Ano  | Álbum | Melhor Posição | Melhor Posição | Melhor Posição | Melhor Posição | Melhor Posição | Melhor Posição | Vendagem | Certificações |
| Ano  | Álbum | GBR            | CAN            | ALE            | AUS            | AUT            | EUA            | Vendagem | Certificações |
| ---- | --- | -------------- | -------------- | -------------- | -------------- | -------------- | -------------- | -------- | ------------- |
| 2004 | The Harem World Tour: Live from Las Vegas - Lançamento: 27 de setembro de 2004 - Formato: CD - Gravadora: Angel | —              | —              | 99             | —              | 49             | 126            |          |               |
| 2008 | Sarah Brightman: In Concert - Lançamento: 13 de julho de 2008 - Formato: CD - Gravadora: Manhattan              | —              | —              | —              | —              | —              | —              |          |               |
| 2008 | Symphony: Live in Vienna - Lançamento: 20 de março de 2008 - Formato: CD - Gravadora: Manhattan                 | —              | —              | —              | —              | —              | 191            |          |               |